# Борохов, Шломо
Шломо Борохов (Семён Борухов, Шломо Борухов; род. 1941, Самарканд, Узбекская ССР, СССР) — советский и израильский шашист, двукратный чемпион Узбекистана, чемпион Средней Азии, почётный президент федерации шашек Израиля.

## Биография
Шломо Борохов родился в 1941 году в Самарканде в богатой и родовитой семье Бороховых — Мулокандовых. Его отец, Авраам Борохов был успешным подпольным предпринимателем в советское время, а также занимался благотворительностью. Авраам Борохов поддерживал подпольные хабадские ешивы, помогал еврейской общине, благоустраивал кладбища.
Шломо Борохов учился в школе № 37 Самарканда. В юности занимался шахматами и был в составе юношеской сборной Узбекистана, но позже перешел на шашки. В 1974 году репатриировался в Израиль, где создал шашечную федерацию.

### Спортивная карьера
В 1964 году в командном первенстве СССР он выполнил норматив мастера спорта, выступая против именитых шашистов — Валентина Абаулина, Юрия Арустамова, Николая Абациева. В 1965 году он занимает второе место в полуфинале первенства СССР, но от участия в финале отказывается. В 1966 году Борохов начинает тренировать детей в областном Дворце пионеров в Самарканде. В 1969 и в 1970 годах он проводит два международных турнира с участием легендарных шашистов мира. Дважды Борохов становится чемпионом Узбекистана, а в 1972 году — чемпионом Средней Азии, и в том же году попадает в десятку в финале чемпионата СССР среди мужчин в Оренбурге.
Борохов участвует в двух чемпионатах Европы: в 1977 году на Чемпионате Европы по международным шашкам среди мужчин в Брюсселе занимает шестое место, а в 1978 году на командном чемпионате Европы в Тбилиси в составе сборной Израиля завоевывает бронзовую медаль (сборная Израиля уступила лишь сборным Голландии и СССР. По результатам игр в Европе он получает звание мастера спорта международного класса. В 1988 году на Чемпионате Израиля по международным шашкам среди мужчин завоевал бронзовую награду.
В 2009 году Шломо Борохов был избран почетным президентом федерации шашек Израиля.

### Трудовая карьера
После окончания университета работал в пищевом техникуме преподавателем химии в Самарканде. В Израиле Борохов начал работать на деревообрабатывающем комбинате в должности инженера-химика, а в 1982 году становится генеральным директором комбината, где работает до 1987 года. С 1987 по 1990 год работает директором крупного текстильного концерна «Польгат». В 1990 году он становится исполнительным директором Сионистского форума. С 1996 по 2002 год он избирается председателем Совета директоров Банка развития промышленности, седьмого по величине в Израиле.

## Примечание
1. ↑  Электронная еврейская энциклопедия, шашки. Дата обращения: 18 августа 2019. Архивировано 18 августа 2019 года.
2. ↑  Tournament Base.
3. ↑  Федерация Шашек Израиля. Дата обращения: 16 августа 2019. Архивировано 18 августа 2019 года.